# Середньовілюйське газоконденсатне родовище
Середньовілюйське газоконденсатне родовище — одне з родовищ у східно-сибірському регіоні Росії, станом на 2016 рік друге за розмірами запасів газу в Республіці Саха (Якутія).

## Опис
Відноситься до Вілюйської (Хапчагайської) нафтогазоносної області Лено-Вілюйської нафтогазоносної провінції. Розташоване у 60 км на схід від Вілюйська та у 410 км на північний захід від Якутська. На території родовища знаходиться селище Кисил-Сир.
Відкрите у 1965 році. При цьому в ході буріння першої свердловини сталась аварія із викидом бурового розчину та подальшим відкритим фонтануванням, на ліквідацію якої знадобилось 26 днів. Вуглеводні виявлені на глибині  від 1430 до 3180 метрів. Газоносні відкладення пермі, тріасу та юри, проте основні запаси зосереджені у породах нижнього тріасу. Колектори — пісковики з прослоями алевролітів.
Початкові запаси за російською класифікаційною системою за категоріями ВС1+С2 оцінюються у 245 млрд м3 газу та 11 млн.т конденсату. Накопичений видобуток станом на 1 січня 2016 року становив 36 млрд м3 газу та 2 млн.т конденсату.
Дослідно-промислова розробка родовища почалась у 1975 році, промислова — з 1986-го, коли була введена в дію перша установка комплексної підготовки газу (УКПГ-1) потужністю до 5 млн.м3 на добу. Через десять років спорудили першу лінію УКПГ-2 з такою ж проектною потужністю. Станом на 2016 рік із загального фонду в 74 свердловини знаходилось в експлуатації 39. До кінця 20 століття Середньовілюйське залишалось єдиним великим родовищем Якутії, що було введене в повноцінну експлуатацію. Розробляється ВАТ «Якутгазпром». Попит на газ взимку багаторазово перевищує літній рівень, тому літом більшість свердловин зупиняють.